# Travis Hutson
Travis Hutson (nacido el 3 de octubre de 1984) es un político estadounidense perteneciente al Senado de Florida como legislador del 7° Distrito, que incluye los condados de Flager, San Juan y el norte de Volusia. Travis es miembro del partido republicano.

## Primeros años y educación
Travis nació y se crio en Jacksonville, FL. Recibió su título en economía y negocios de Lafayette College en 2007. Allí conoció a quien sería su esposa, Tanya. Después de graduarse Travis comenzó a trabajar como agente de bienes raíces en la empresa familiar The Hutson Companies.

## Carrera política
La carrera política de Travis comenzó en 2012 con su candidatura y elección como representante del 24° Distrito para la Cámara de Representantes de Florida.

### Cámara de Representantes de Florida
En 2012, luego de la reconfiguración de los distritos de la Cámara de Representantes de Florida, Hutson optó por postularse en el recién creado Distrito 24. Ganó las primarias republicanas sin oposición y se enfrentó a la comisionada del condado de St. Johns, Milissa Holland, la candidata demócrata, y a Michael Cornish, un candidato independiente, en las elecciones generales. El Partido Demócrata de Florida apoyó a Holland en las elecciones y envió un correo en el que atacaba a Hutson por apoyar la privatización de Medicare, que declaraba: "Travis Hutson, no haga de nuestro Medicare su vale"; Hutson respondió señalando: "Es lamentable que [los demócratas] estén estirando mi apoyo al gobernador Romney para significar que comparto todas sus posiciones sobre temas y, además, es indignante que estén intentando asustar a las personas mayores por un tema que el estado y la legislatura no controlan". Al final, Hutson terminó derrotando por estrecho margen a Holland, ganando el 49% de los votos contra su 47% y el 3% de Cornish. Hutson fue reelegido en 2014 para su segundo mandato en la Cámara sin oposición.

### Senado de Florida
Cuando el senador estatal John E. Thrasher anunció que dimitiría de la legislatura para ocupar el cargo de presidente de la Universidad Estatal de Florida en 2014, se llevó a cabo una elección especial para reemplazarlo. Hutson anunció que se postularía, al igual que su compañero representante estatal Ronald Renuart, y ambos presentaron sus renuncias a la Cámara de Florida. A ellos se unió en las primarias Dennis McDonald, un excandidato a la Comisión del Condado de Flagler. Hutson comenzó con una ventaja financiera significativa sobre Renuart después de que transfirió $300,000 de su campaña de reelección a la Cámara a su campaña para el Senado, y se describió a sí mismo como el "verdadero conservador" en la carrera, destacando su experiencia en la legislatura de aprobar leyes sobre la economía y seguridad pública. Hizo campaña en su oposición al juego legal, señalando que las comunidades alrededor de los casinos "sufrían tremendamente" y en la creación de empleo, prometiendo presionar directamente a las empresas para que se mudaran al distrito. Durante la campaña, Hutson fue respaldado por el Fiscal del Estado R. J. Larizza del Séptimo Circuito Judicial, el Alguacil del Condado de St. Johns David Shoar, el Alguacil del Condado de Volusia Ben Johnson y el Comisionado de Agricultura Adam Putnam. Mientras tanto, Renuart recibió el respaldo del Florida Times-Union, que elogió el sólido currículum de Renuart y elogió a Hutson por su arduo trabajo en una serie de temas. El Times-Union señaló que, si no fuera por las "opiniones extremas de Hutson sobre Medicaid", su respaldo habría sido "una decisión cercana". A pesar de una campaña muy reñida, Hutson terminó derrotando a sus oponentes por un amplio margen, ganando el 52% de los votos contra el 35% de Renuart y el 13% de McDonald.
En las elecciones generales, Travis se enfrentó a David Cox y salió victorioso con casi 70% de los votos. Travis ha estado en el Senado de Florida desde entonces hasta la actualidad, finalizando el curso actual de su mandato en el año 2022.

### Comités

#### 2015-2016
- Asuntos de niños, familias y ancianos
- Comercio y Turismo
- Comunicaciones, energía y servicios públicos
- Asuntos de comunidad
- Preservación y Conservación Ambiental

#### 2017-2018
- Comercio y Turismo
- Preservación y Conservación Ambiental
- Política de salud
- Industrias reguladas

#### 2019-2020
- Comité de Asignaciones del Senado
- Comité de Comercio y Turismo
- Comité Judicial del Senado
- Comité de Reglas del Senado
- Comité de Infraestructura y Seguridad
- Comité de Innovación, Industria y Tecnología

#### 2021-2022
- Comité de Reglas del Senado
- Comité de Asignaciones del Senado
- Comité de Comercio y Turismo
- Comité de Asuntos Comunitarios
- Comité de Educación
- Comité de Industrias Reguladas[7]

## Vida personal
Travis tiene tres hijos: Taylor, Tyler y Turner. En sus tiempos libres disfruta pescar, cazar y hacer deportes.